# Nymphon bullatum
Nymphon bullatum is een zeespin uit de familie Nymphonidae. De soort behoort tot het geslacht Nymphon. Nymphon bullatum werd in 1992 voor het eerst wetenschappelijk beschreven door Stock. 